# Гимназия Фашори
Гимназия Фашори (венг. Budapest-Fasori Evangélikus Gimnázium, букв. «евангелическая средняя школа на аллее», также известна как Лютеранская средняя школа Фашори) — известная венгерская средняя школа, расположенная в Будапеште. Её здание, совместно с лютеранской церковью, занимает целый блок и находится недалеко от городского парка.

## История
Школа начала свою деятельность в 1823 году на площади Деак. В 1864 году она переехала на новый адрес (на Булочной улице), а затем — в 1904 году, в связи с ростом количества учащихся — оказалась на том месте, где находится и сегодня — на аллее Городского парка; тогда же она получила и своё нынешнее название. В первой половине XX века школа существовала как образовательное учреждение для мальчиков. С 1952 года её деятельность, в связи с невозможностью существования церковных школ в Советской Венгрии, была прекращена, а после смены политического режима в стране — в 1989 году — историк Gyapay Gábor вновь организовал знаменитую школу, которая в начале двадцатого века считалась одной из лучших в стране. Среди её учителей и учеников, создавших подобную репутацию, было немало лиц с мировым именем. В частности, в жизни школы большую роль играл лауреат Нобелевской премии Юджин Вигнер.

## Школа сегодня
В начале XXI века лютеранская средняя школа Фашори позиционирует себя как «союз традиций, знаний и веры в Будапеште». Она имеет четырех- и восьмилетние курсы для студентов в возрасте от 10 до 18 лет. Школа стремится стать «духовной мастерской», где ученики получают поддержку для непрерывного самообучения. От учеников ожидается «чуткость к христианской вере и ценностям». Цель гимназии состоит в том, чтобы её ученики обладали широким кругозором, сильным характером и достаточными знаниями. Религиоведение и латинский язык являются обязательными предметами.

## Известные студенты и преподаватели
Среди учеников гимназии Фашори были:
- Евгений (Юджин) Вигнер — лауреат Нобелевской премии, физик и математик
- Джон Харсаньи — экономист, лауреат Нобелевской премии
- Джон фон Нейман — математик
- Эдвард Теллер — физик
- Дьёрдь Фалуди — поэт
- Имре (Эммерих) Кальман — композитор
- Кальман Кандо — изобретатель
- Шандор Петёфи — поэт

Ласло Рац долгое время являлся «легендарным» учителем математики в школе — сегодня его именем названы медаль и премия. Гимназия насчитывает среди своих студентов более тридцати членов Венгерской академии наук и ряд других видных ученых. В ней также учились известные врачи, видные представители различных отраслей искусства, политики и другие выдающиеся личности.

## Здание школы
Школа соседствует с богато украшенной лютеранской церковью, построенной в готическом стиле и являющейся одной из достопримечательностей города Будапешта. Церковь знаменита своими витражами — которые были первоначально созданы Микзой Ротом; они были сильно повреждены во время Второй мировой войны, но после ремонта, проведенного в 2002 году, вновь стали частью воссозданного церковного убранства.